# Fabian Delryd
Fabian Anders Delryd, född 15 oktober 1996, är en svensk höjdhoppare som tävlar för Täby IS. 

## Karriär
Delryd slog igenom på seniornivå när han vid tävlingar i Täby den 19 maj 2018 hoppade 2,33. Det gjorde honom till den då fjärde bäste svenske höjdhopparen genom tiderna efter Patrik Sjöberg, Stefan Holm och Linus Thörnblad.  Hoppet innebar även en andraplats i världen 2018.
I februari 2018 vann han SM inomhus, med resultatet 2,22. I februari 2022 vid inomhus-SM tog Delryd silver i höjdhopp efter ett hopp på 2,14 meter.

## Personliga rekord
| Utomhus - Höjd – 2,33 (Täby, Sverige 19 maj 2018) | Inomhus - Höjd – 2,26 (Sätra, Sverige 21 januari 2018) |

### Fotnoter
1. ↑  ”Friidrotts-SM 2019 Karlstad”. Arkiverad från originalet den 2 september 2019. https://web.archive.org/web/20190902083413/http://212.247.216.72/friidrott/sm19/result_t.php. Läst 17 september 2019.
2. ↑  ”Resultat: Friidrotts-SM, Uppsala 14‐16.8.20”. friidrottsstatistik.se. https://www.friidrottsstatistik.se/resultsswe.php?CID=12968582&Season=2020. Läst 1 september 2020.
3. ↑  ”Friidrotts-SM, Borås 27-29.8.21”. friidrottsstatistik.se. https://www.friidrottsstatistik.se/resultsswe.php?CID=12994166&Season=2021. Läst 29 augusti 2021.
4. ↑  ”Resultat: Friidrotts-SM, Söderhamn 28‐30.7.23”. friidrottsstatistik.se. https://www.friidrottsstatistik.se/resultsswe.php?CID=13045848&Season=2023. Läst 7 september 2023.
5. ↑  ”Resultat: Friidrotts-SM, Karlstad 31.7‐3.8.25”. friidrottsstatistik.se. https://www.friidrottsstatistik.se/resultsswe.php?CID=13110713&Season=2025. Läst 1 augusti 2025.
6. ↑  ”ISM i friidrott - Växjö 25-26 februari 2017”. telekonsultarena.se. Arkiverad från originalet den 3 september 2017. https://web.archive.org/web/20170903123052/http://telekonsultarena.se/resultat/ISM17/Resultat.php. Läst 7 mars 2017.
7. ↑  ”ISM 2018 2018-02-27”. primawebb.se. Arkiverad från originalet den 28 februari 2018. https://web.archive.org/web/20180228042650/http://primawebb.se/giffri/ism2018/Results_Total.html. Läst 27 februari 2018.
8. ↑  ”Resultat: Inomhus-SM, Malmö/A 19‐21.2.21 Inne”. friidrottsstatistik.se. https://www.friidrottsstatistik.se/resultsswe.php?CID=12976657&Season=2021. Läst 23 juli 2021.
9. ↑  ”Resultat: ISM, Växjö 25‐27.2.22 Inne”. friidrottsstatistik.se. https://www.friidrottsstatistik.se/resultsswe.php?CID=13003615&Season=2022. Läst 27 mars 2022.
10. ↑  ”Resultat: ISM, Malmö/A 17‐19.2.23 Inne”. friidrottsstatistik.se. https://www.friidrottsstatistik.se/resultsswe.php?CID=13028716&Season=2023. Läst 20 februari 2023.
11. ↑  ”Resultat: ISM, Växjö 21‐23.2.25 Inne”. friidrottsstatistik.se. https://www.friidrottsstatistik.se/resultsswe.php?CID=13089546&Season=2025. Läst 25 februari 2025.
12. 1 2 3  ”Personsida på World Athletics webbplats” (på engelska). worldathletics.org. https://www.worldathletics.org/athletes/sweden/fabian-delryd-14481269. Läst 4 oktober 2019.
13. ↑  ”2.33 av Fabian - ny världstvåa!”. friidrott.se. 19 maj 2018. Arkiverad från originalet den 20 maj 2018. https://web.archive.org/web/20180520054611/http://www.friidrott.se/nyheter.aspx?id=22075. Läst 19 maj 2018.
14. ↑  ”Topp-10 män utomhus”. friidrott.se. 19 maj 2018. Arkiverad från originalet den 24 juni 2017. https://web.archive.org/web/20170624205920/http://www.friidrott.se/rs/statistik/alltime/manute.aspx#hj. Läst 19 maj 2018.
15. ↑  ”SM-guld för Fabian och skrällsilver för Vidar”. Mitti.se. 20 maj 2018. Arkiverad från originalet den 20 maj 2018. https://web.archive.org/web/20180520055310/https://mitti.se/sport/fabian-skrallsilver-vidar/. Läst 19 maj 2018.
16. ↑  ”Melwin Lycke Holm persar på ISM”. friidrott.se. 27 februari 2022. Arkiverad från originalet den 28 mars 2022. https://web.archive.org/web/20220328175218/https://www.friidrott.se/Nyheter/allmannanyheter/2022/Februari/melwinlyckeholmpersarpaism. Läst 28 mars 2022.
17. 1 2  ”Personsida på European Athletics' webbplats” (på engelska). european-athletics.org. https://www.european-athletics.com/historical-data/athletes/sweden/fabian-delryd-014481269. Läst 4 oktober 2019.